# Leptogenys borneensis
Leptogenys borneensis é uma espécie de formiga do gênero Leptogenys, pertencente à subfamília Ponerinae.